# کاخ صاحبقرانیه
کاخ صاحبقرانیه کاخی در تهران است که در سال ۱۲۲۹ خورشیدی به دستور ناصرالدین‌شاه قاجار بنیان شد و مکان پادشاهی وی گردید. پس از پایان حکومت قاجاریان و براندازی آن توسط رضا شاه، این مکان به‌عنوان دفتر کار محمدرضا شاه پهلوی مورد استفاده قرار گرفت. این کاخ، در منطقهٔ نیاوران و در مجموعهٔ فرهنگی و تاریخی نیاوران واقع است.

## دوران قاجار
نیاوران، از ییلاق‌های مورد توجه پادشاهان قاجار بود. این بخش از شمیران، در آغاز جزوی از املاک فتحعلی‌شاه به حساب می‌آمد. به‌روزگار محمدشاه، در این ده خوش‌آب‌وهوا، بنایی کوچک ساخته شد. ناصرالدین‌شاه، در نخستین سال‌های سلطنت خود، به حاج علی‌خان حاجب‌الدوله دستور داد تا پس از بررسی لازم، در خنک‌ترین منطقهٔ شمیران، کاخی ییلاقی برای او بسازد. وی نیز در نیاوران به ساختن کاخ پرداخت. اعتمادالسلطنه می‌نویسد:

وقتی که اعلی‌حضرت به سفر اصفهان تشریف می‌بردند، به والد مؤلف دستور... دادند تا قصری عالی موسوم به جهان‌نما در آنجا احداث نمود.

این قصر ساخته‌شده در دههٔ اول پادشاهی ناصرالدین‌شاه، به سال ۱۲۹۷ق به دستور خود او ویران شد و در جای آن، عمارتی که بعدها به مناسبت گذشت سی سال از سلطنت وی آن را صاحبقرانیه نامیدند، به مباشرت یحیی خان مشیرالدوله ساخته شد. اعتمادالسلطنه در روزنامهٔ خاطرات خود، دربارهٔ ویرانی کاخ قدیم و ساختن قصر جدید می‌نویسد:

پادشاه... در سلطنت‌آباد نهار خوردند، به صاحبقرانیه یعنی نیاوران سابق که بیهوده خراب کردند و بی‌‌معنی می‌سازند رفتند.

گزارش‌های بعدی، حاکی از مخارجی برابر دویست هزار تومان برای ساخت این کاخ است.

## معماری
آینه‌کاری‌های تالار اصلی کاخ صاحبقرانیه در زمان ناصرالدین‌شاه آغاز شد و در ۱۳۱۱ق به پایان رسید.
طبقهٔ زیرین این کاخ، حوض‌خانه نام دارد که در زمان ناصرالدین‌شاه، ورودی حرمسرایش بوده و در کنار صاحبقرانیه، ساختمانی با ۴۰ اتاق قرار داشته که حرمسرای شاه بوده که آن ساختمان به دستور رضاشاه پهلوی تخریب شد. حوض‌خانه در زمان محمدرضاشاه به محل برگزاری جشن‌های غیررسمی پهلوی تبدیل شد. حوض در وسط بنا قرار دارد و اطراف آن را مبلمان فراگرفته‌است. یک جار و چند تابلوی نقاشی، از جمله تابلوی حوض‌خانهٔ صاحبقرانیه اثر کمال‌الملک در این فضا به چشم می‌خورد. سقف‌های چوبی منقوش این بخش، متعلق به قرن ۱۳ هـ.ش. بوده و از شیراز آورده شدند. حوض‌خانه به لحاظ معماری و تزئیناتی چون گچ‌بری‌ها، ارسی‌های فاخر و آثار موجود در آن، از زیباترین بخش‌های کاخ است.
پس از ناصرالدین‌شاه، مظفرالدین‌شاه تغییراتی در ساختمان ایجاد و قسمتی از حرمسرا را خراب کرد. فرمان مشروطیت نیز در حیاط کاخ صاحبقرانیه، توسط او امضا گردید.

## دوران رضاشاه
در دوران رضاشاه این کاخ برای برگزاری مراسم ازدواج فوزیه و محمدرضا پهلوی بازسازی شد، اما به‌علت سرمای شدید آن سال، مراسم در مکان دیگری برگزار گردید.

## دوران محمدرضاشاه
در دوران محمدرضاشاه، فرح پهلوی تغییراتی اساسی در قسمت‌های داخلی بنا و دکوراسیون آن ایجاد کرد و طبقهٔ اول یعنی حوض‌خانه برای پذیرایی میهمانان و طبقهٔ دوم به‌عنوان دفتر کار محمدرضا پهلوی مورد استفاده قرار گرفت. از دیگر اتاق‌های این کاخ می‌توان اتاق‌های استراحت نیمروزی شاه، اتاق مذاکرات جنگی شاه (با شیشه‌های ضدگلوله و فضای آکوستیک)، اتاق مذاکرات خصوصی، انتظار سفرا، منشی، هدایا، دندانپزشکی و اتاق استراحت محمدرضاشاه را نام برد. همهٔ درها و پنجره‌های چوبی این بنا به‌شکل اُرُسی بوده و با شیشه‌های رنگی تزئین شده‌است. از سال ۱۳۴۶ تا ۱۳۵۷ از این کاخ به‌عنوان دفتر کار شاه استفاده می‌شده‌است.

## شهرت سینمایی
مجموعهٔ قهوه تلخ به کارگردانی مهران مدیری، سریال تلویزیونی کوچک جنگلی و فیلم‌های سینمایی شازده احتجاب، سلطان صاحبقران، دلشدگان و کمال‌الملک در این کاخ فیلم‌برداری شده‌اند.

## وضعیت کنونی
در حال حاضر قسمت اصلی کاخ صاحبقرانیه و طبقهٔ زیرین آن (حوض‌خانه) در حال مرمت است و قابل بازدید نیست. پس از زمین‌لرزهٔ تهران در سال ۱۳۹۹ نیز، قسمتی از این کاخ آسیب جزئی دیده‌است.
بسیاری از منابع و کارشناسان، گودبرداری‌های غیراصولی و نشست زمین را علت اصلی آسیب‌دیدگی این کاخ عنوان کرده‌اند.

## نگارخانه

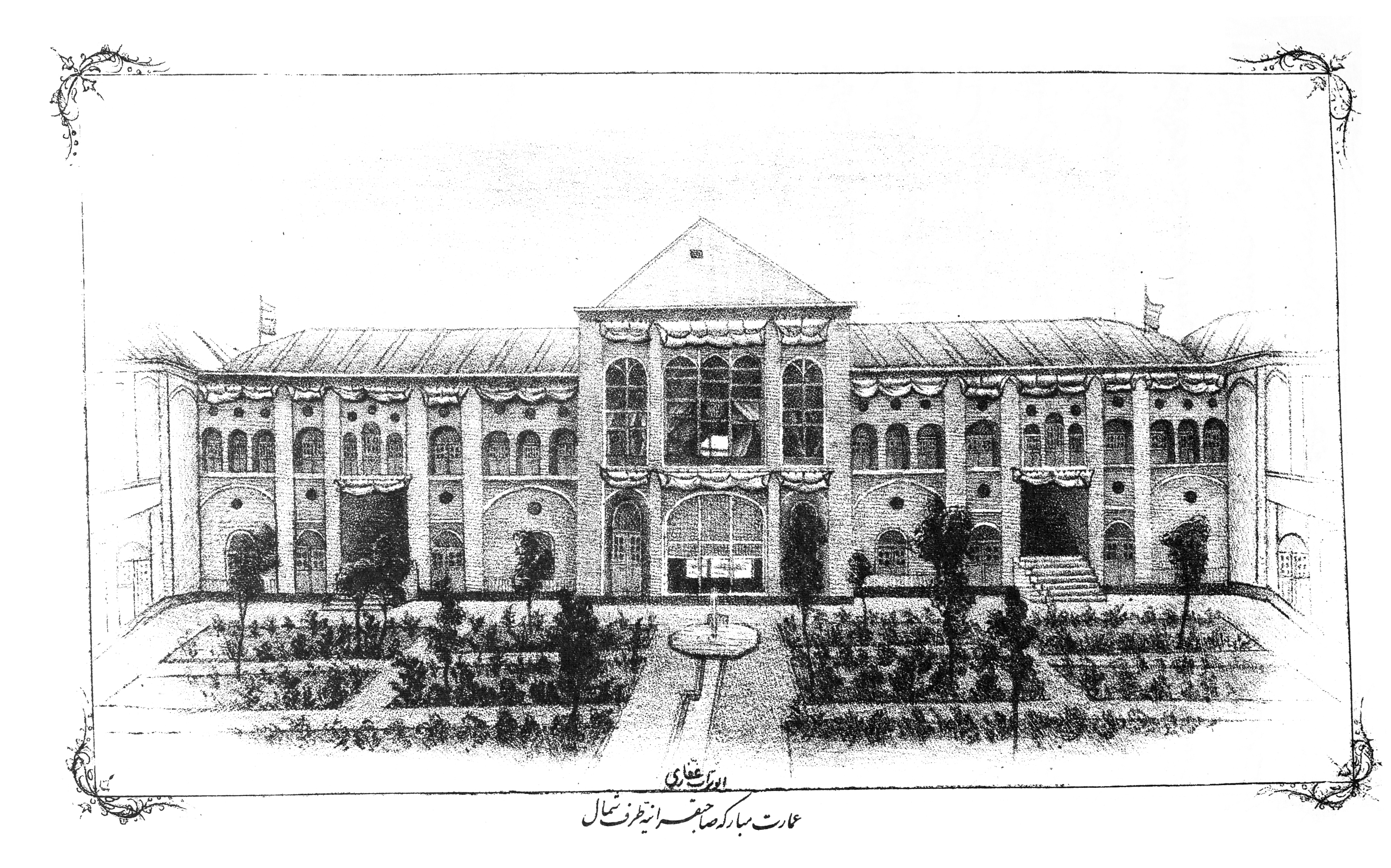
عمارت صاحبقرانیه (اثر ابوتراب غفاری در حدود ۱۲۶۳ خورشیدی)
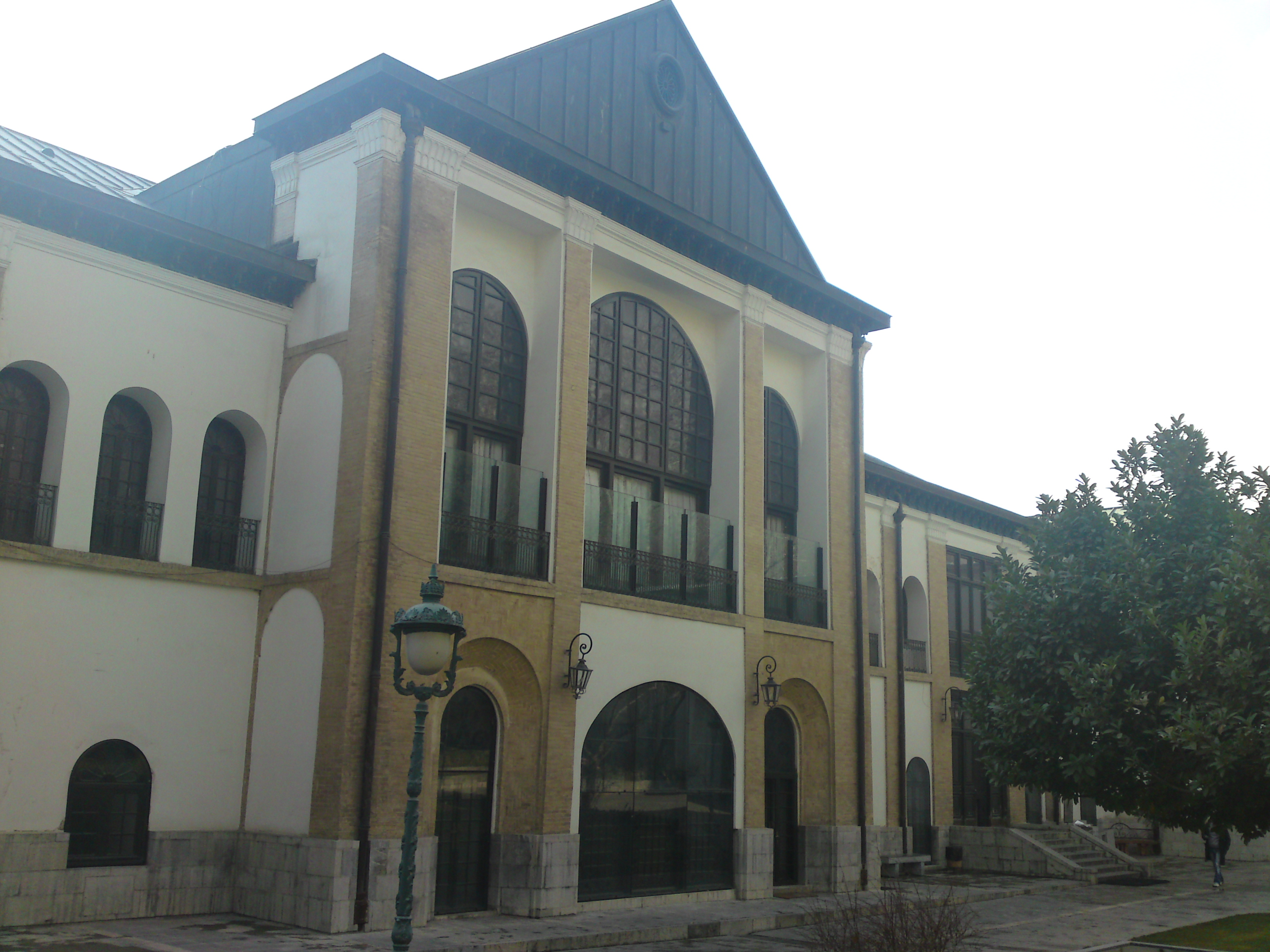
نمایی از کاخ صاحبقرانیه
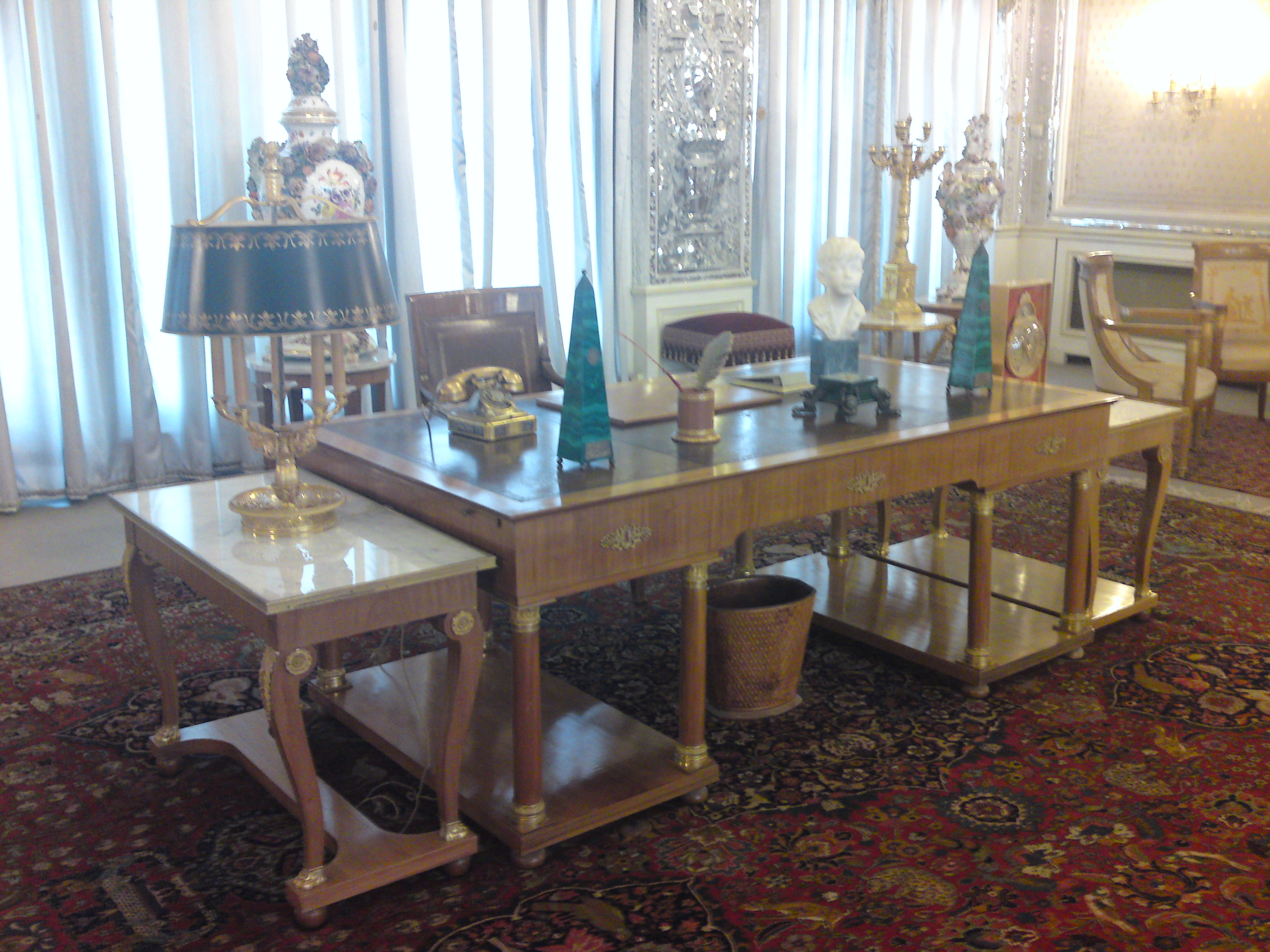
میز کار محمدرضا پهلوی
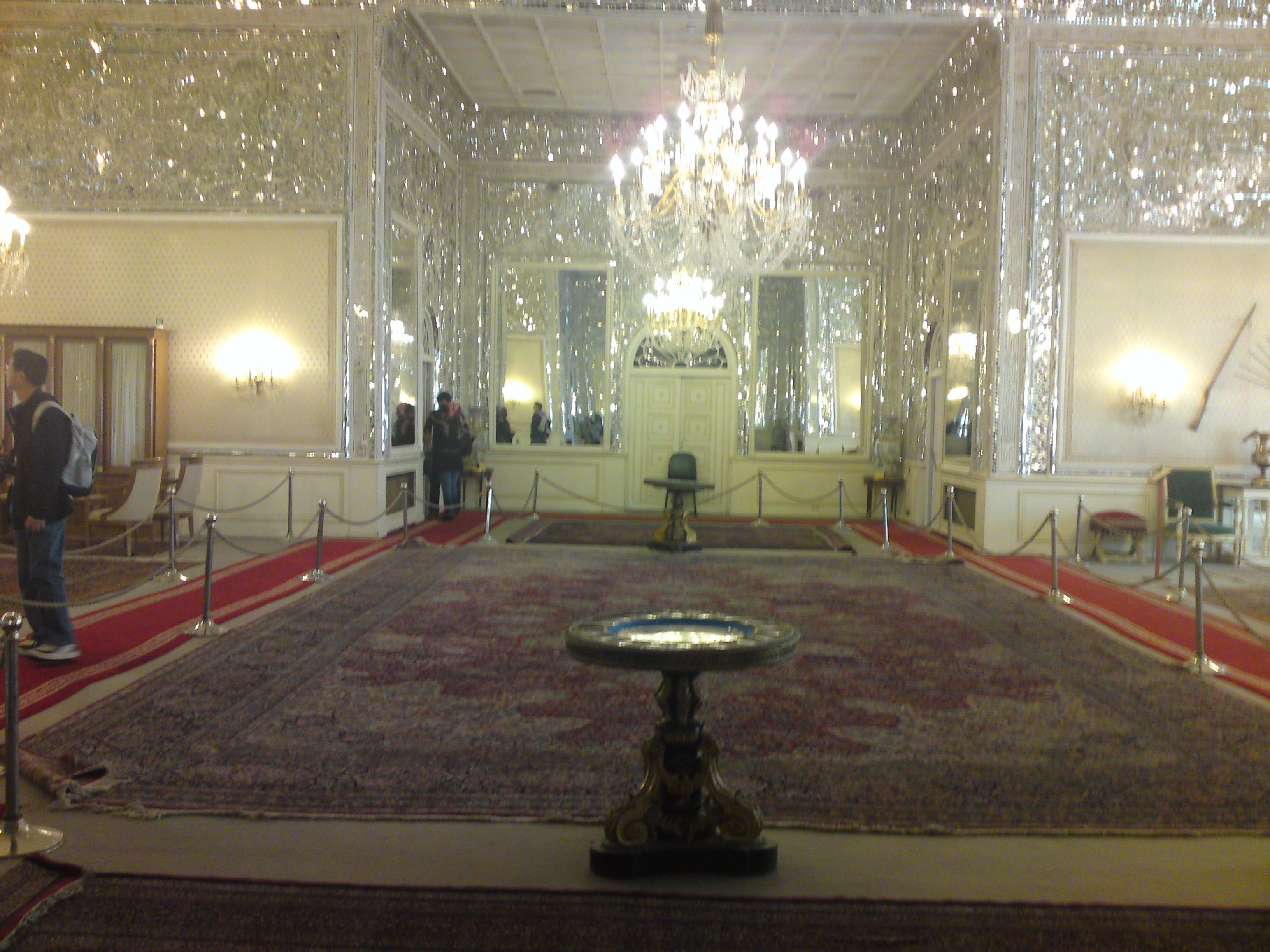
تالار جهان‌نما
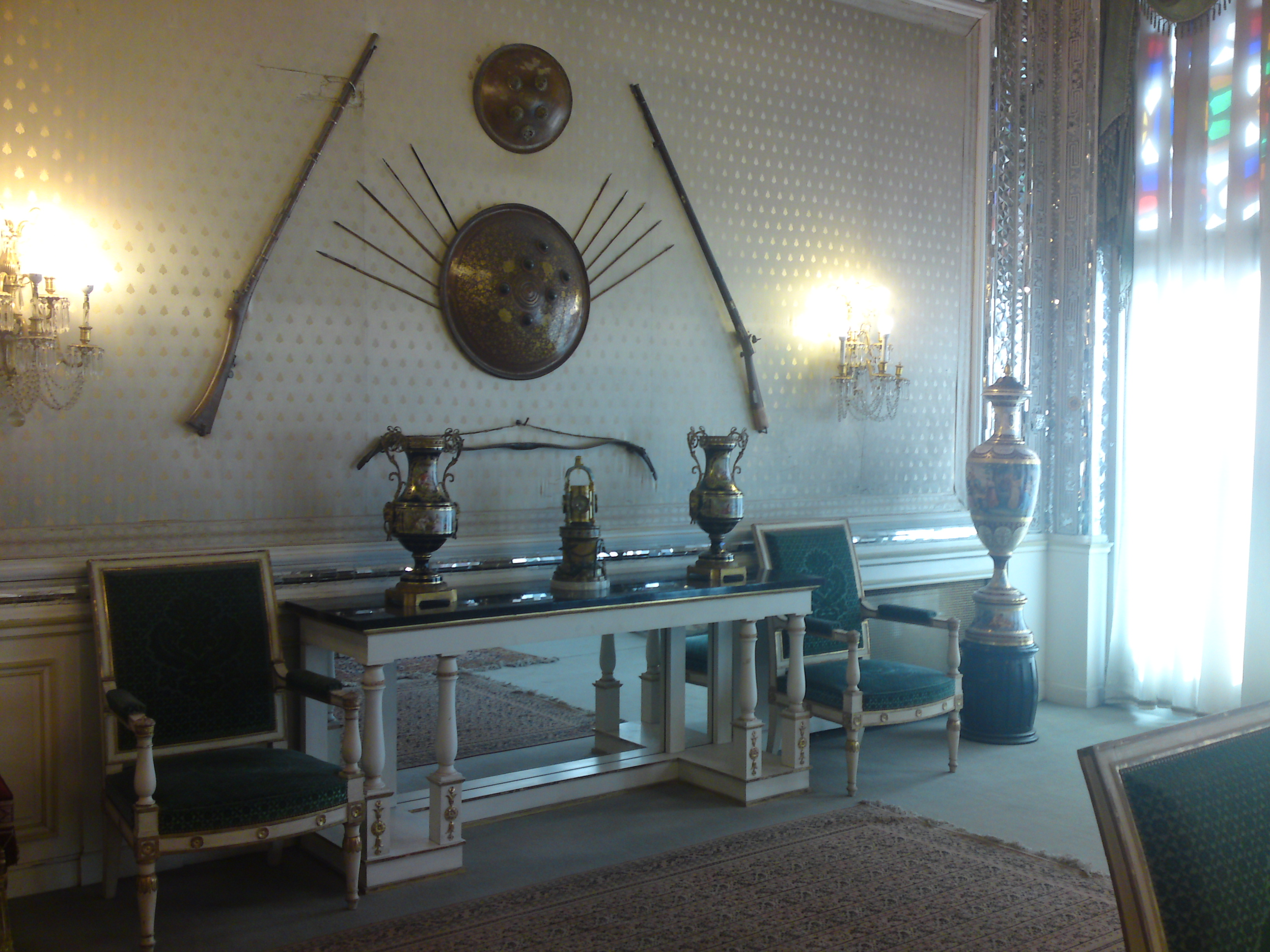
دکوراسیون تالار جهان‌نما
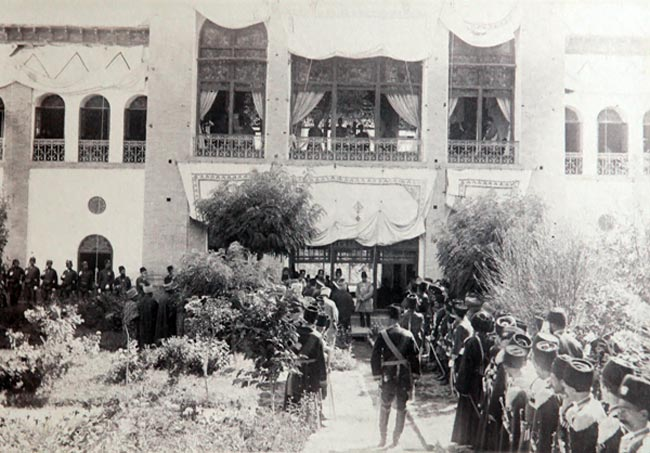
مراسم سلام عید زمان ناصرالدین شاه
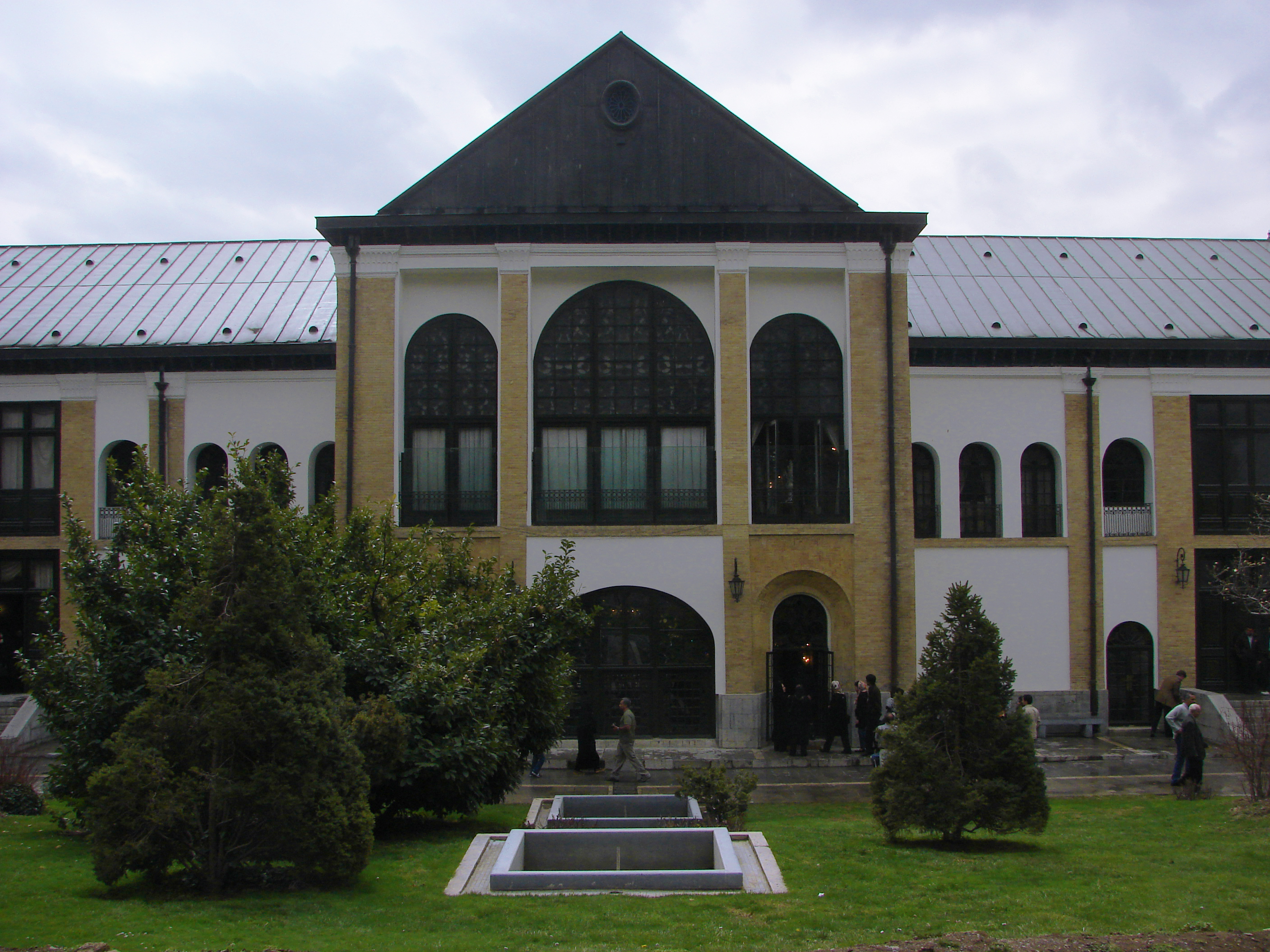
نمایی از کاخ صاحبقرانیه